# Wirtemberg-Gymnasium Stuttgart-Untertürkheim

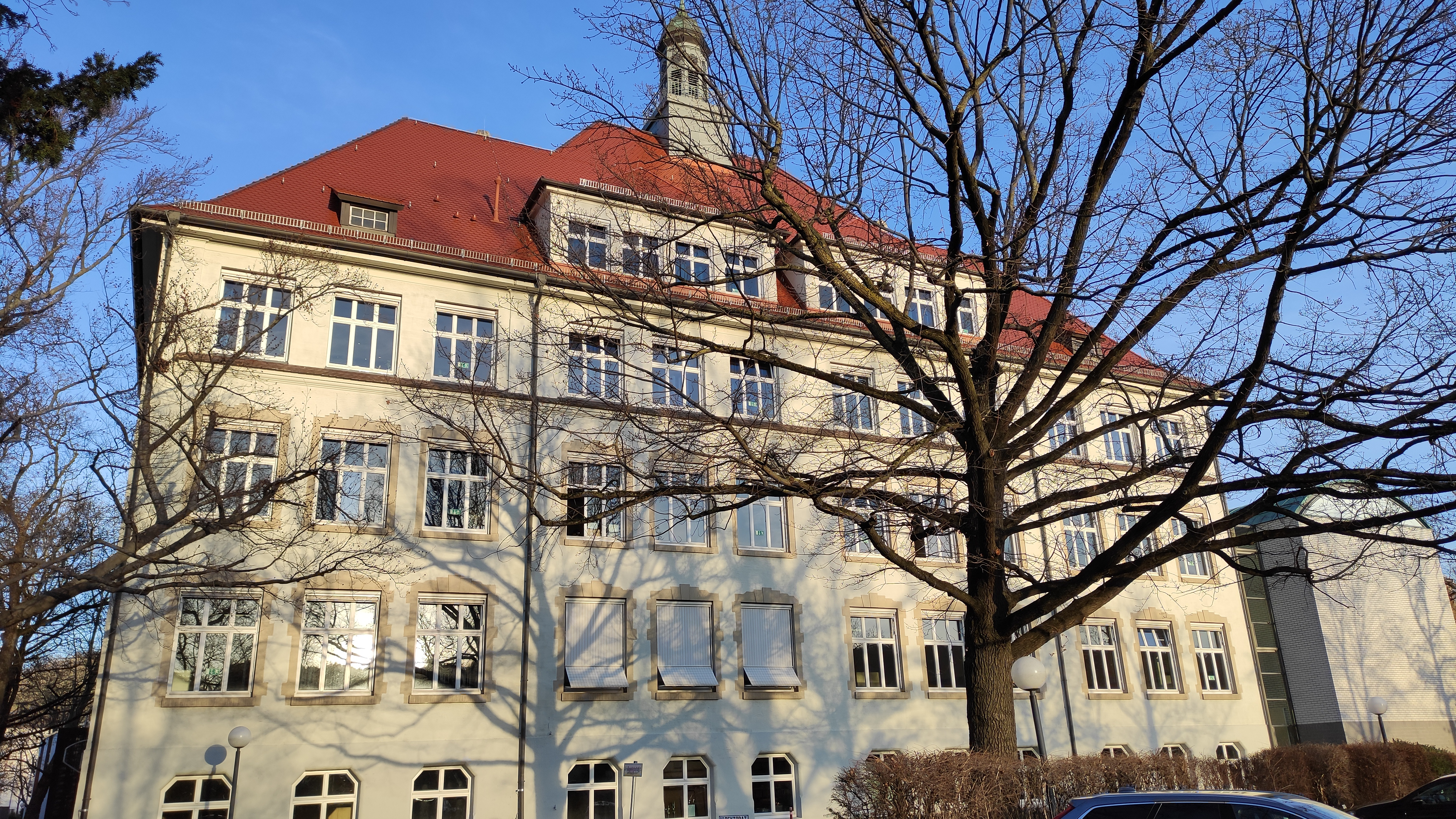
Lindenschulzentrum (Realschule)

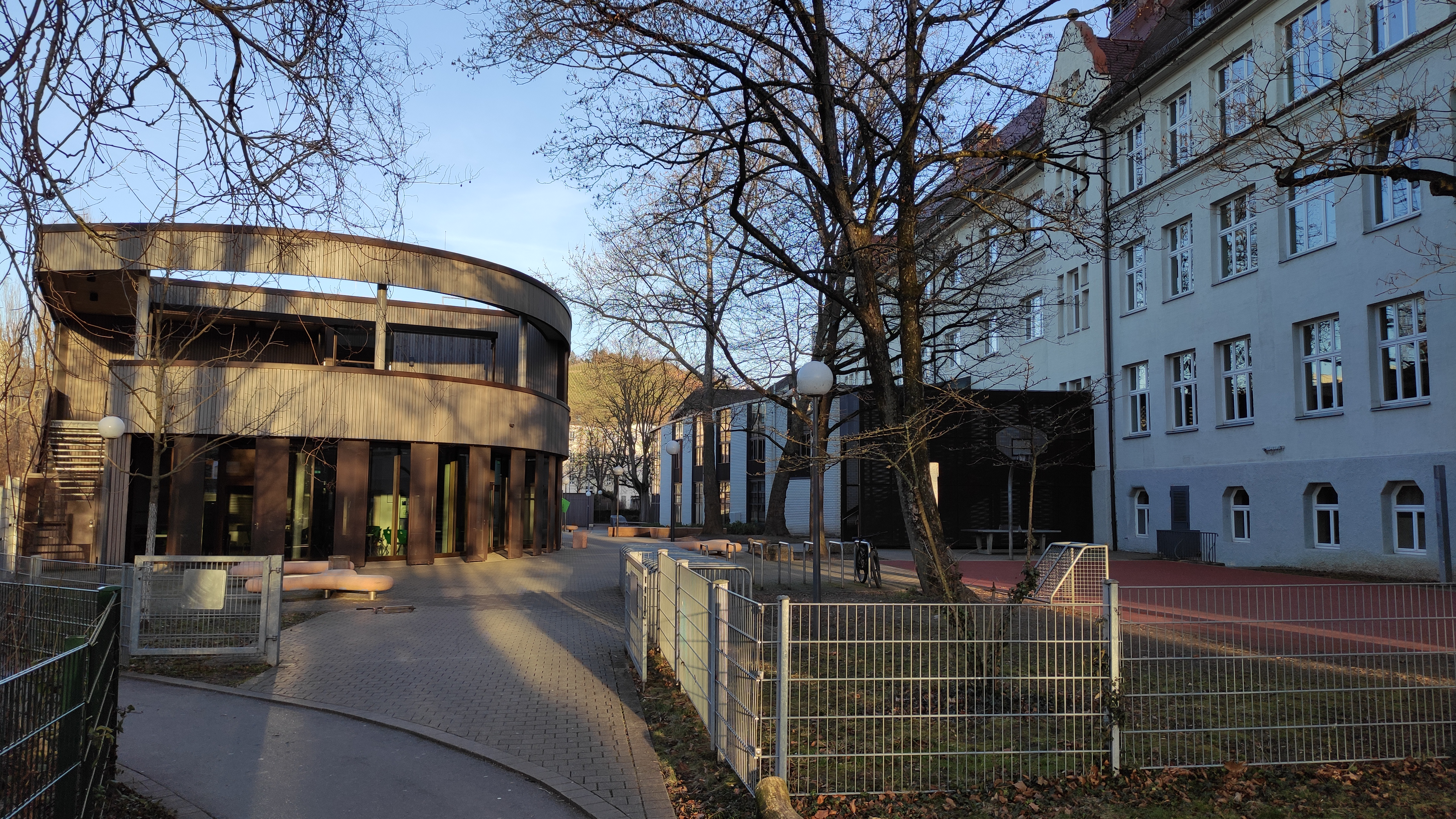
Lindenschulzentrum (Realschule)

Das Wirtemberg-Gymnasium Stuttgart-Untertürkheim (umgangssprachlich „Wiggy“) ist ein allgemeinbildendes Gymnasium im Stuttgarter Stadtbezirk Untertürkheim. Es bildet zusammen mit der Johann-Friedrich-von-Cotta-Schule, der benachbarten Linden-Realschule und dem Schickhardt-Gymnasium eine Eliteschule des Sports  und mit den beiden ersteren eine Eliteschule des Fußballs. Der Schulname entstammt der historischen Schreibweise von Württemberg bzw. des Württembergs.

## Geschichte
1906 wurde vom Gemeinderat der Beschluss gefasst, das Schulgebäude neben der 1899 erbauten Turnhalle in Untertürkheim bei der sog. „Zigeunerlinde“ zu erstellen. 1909 wurde die nach einem  nach Entwurf von Paul Bonatz gebaute Lindenschule als Sammelschulgebäude für die Volksschüler von Wangen und Untertürkheim eingeweiht. Es wurden 600 Kinder in 13 Klassen unterrichtet.
1930 erfolgte der Anbau des heutigen Gymnasiums im Stil des alten Lindenschulgebäudes für die stetig wachsende Oberschule, sowie der Anbau der Turnhalle. 1931 wurde die Oberschule selbständig.
Während des Zweiten Weltkriegs wurde das Gebäude weitgehend für militärische Zwecke, Kriegslazarett (Sanitätsdepot) und später als SS-Kaserne genutzt. Durch Fliegerbomben gab es leichte bis mittlere Schäden.
1949 erfolgte die Umbenennung in Wirtemberg-Oberschule, 1953 in Wirtemberg-Gymnasium. 1951 gab es den ersten Abitur-Jahrgang.
1964 und 1969 wurden zwei Pavillons mit je vier Klassenräumen errichtet. 1980 wurde die alte Turnhalle abgerissen, 1983 die neue Sporthalle eingeweiht. 1986 erhielt das Gebäude eine neue Fassade.
Seit 1997 ist die Schule Partnerschule des Sports, seit 2002 Eliteschule des Sports. 2017 beendete der VfB Stuttgart die Partnerschaft.

## Schulleiter
- 1958–1973 Emil Schulz
- 1973–1989 Samuel Schmid
- 1989–2003 Siegfried Kimmerle
- 2003–2019 Martin Bizer
- 2019–2020 Holger Schulz
- 2020–2021 Michael Schneider (komm.)
- seit 2021 Jürgen Sauter

## Persönlichkeiten

### Ehemalige Schüler
- Tabea Alt (* 2000), Turnerin
- Timo Baumgartl (* 1996), Fußballspieler
- Jörg Bofinger (* 1967), Prähistoriker u. Denkmalpfleger
- Kim Bui (* 1989), Turnerin
- Timo Eder (* 2005), Turner
- Bernd Heinrich (* 1962), Rechtswissenschaftler
- Marie-Sophie Hindermann (* 1991), Turnerin
- Joshua Kimmich (* 1995), Fußballspieler
- Mathias Rohe (* 1959), Rechts- u. Islamwissenschaftler
- Hans Rühle (* 1937), Jurist u. Ökonom
- Alexander Steudel (* 1966), Journalist
- Lena Urbaniak (* 1992), Kugelstoßerin
- Timo Werner (* 1996), Fußballspieler

### Ehemalige Lehrer
- Winfried Hermann (* 1952), Politiker
- France Kermer (* 1945), Malerin